# Хорас Смит-Доријен
Хорас Смит-Доријен (енгл. Sir Horace Lockwood Smith-Dorrien; 1858-1930), британски генерал.

## Војна служба

### Англо-Зулу рат
Као млађи официр учествовао је у Англо-Зулу рату (1879), где је био један од само 5 британских официра који су преживели покољ код Исандлуане.

### Први светски рат
У Првом светском рату на Западном фронту 1914. командовао је 2. британским корпусом код Монса, на Марни, Ени и код Като и Ландресија. Почетком 1915. постао је командант 2. армије, са којом је учествовао у бици код Ипра априла 1915. Због неслагања са командантом британских експедиционих снага у Француској, убрзо је враћен у Енглеску, где је командовао једном армијом домовинских снага. Од 1918. до 1923. био је гувернер и командант британских снага на Гибралтару.

## Писање
Објавио је мемоаре Успомене на 48 година службе (енгл. Memoires of 48 Years of Service) у Лондону 1923. године.